# Molophilus undia
Molophilus undia är en tvåvingeart som beskrevs av Günther Theischinger 1996. Molophilus undia ingår i släktet Molophilus och familjen småharkrankar. Inga underarter finns listade i Catalogue of Life.